# Remy LaCroix
Remy LaCroix (San Francisco, 1988. június 26.) amerikai pornószínésznő.

## A kezdetek
Mielőtt belépett volna a felnőttfilmes iparba, LaCroix  táncos volt különféle zenei fesztiválokon és a Burning Man-en.

## Karrier
2011 decemberében kezdte meg a filmezést, de hat hónap után távozott, kiégésre hivatkozva. 2012 novemberében visszatért.
2014 decemberében bejelentették, hogy LaCroix szerződést írt alá az ArchAngel Productions-sal, de kevesebb mint három hónappal a lejárta előtt felmondta.
2016-ban LaCroix a The Sex Factor című webalapú valóságshow egyik zsűritagja volt , amely az X Faktor pornós változata .

## Díjak
- 2013: AVN Award – Best New Starlet
- 2013: AVN Award – Best Tease Performance – Remy (with Lexi Belle)
- 2013: XBIZ Award – Best Actress—Couples-Themed Release – Torn
- 2013: XRCO Award – New Starlet
- 2014: AVN Award – Best Actress – The Temptation of Eve
- 2014: AVN Award – Best Girl/Girl Sex Scene – Girl Fever (with Riley Reid)
- 2014: AVN Award – Best Three-Way Sex Scene (Girl/Girl/Boy) – Remy 2 (with Manuel Ferrara and Riley Reid)
- 2014: NightMoves Award – Best Female Performer (Editor's Choice)
- 2014: XBIZ Award – Best Actress—Feature Movie – The Temptation of Eve
- 2014: XRCO Award – Best Actress – The Temptation of Eve
- 2014: XRCO Award – Female Performer of the Year
- 2015: AVN Award – Best Girl/Girl Sex Scene – Gabi Gets Girls (with Gabriella Paltrova)